# Juan Carlos Carera
Ne pas confondre avec Juan Carlos Carrera, footballeur argentin.
Juan Carlos Carera Casas, né le 22 janvier 1988 à Toluca, est un coureur de fond mexicain spécialisé en course en montagne. Il est triple champion NACAC de course en montagne et quintuple champion du Mexique de course en montagne.

## Biographie
Il connaît ses premiers succès en course en montagne en remportant la médaille de bronze en junior lors du Trophée mondial de course en montagne 2004. Il décroche l'argent en 2005 argent, puis à nouveau le bronze en 2006.
En 2005, il participe aux championnats du monde d'athlétisme jeunesse à Marrakech où il court 8 min 38 s 80 sur 3 000 m sans aller en finale. Il remporte son premier succès international sur piste en remportant la médaille d'argent sur 5 000 m lors des championnats d'Amérique centrale et des Caraïbes d'athlétisme juniors en 2006 à Port d'Espagne. Il termine cinquième sur 5 000 m lors des championnats panaméricains juniors d'athlétisme 2007 à São Paulo.
À 20 ans, il effectue une excellente course aux championnats NACAC de course en montagne 2008 à Tepatitlán et termine 50 secondes devant son compatriote Ranulfo Sánchez pour décrocher son premier titre. Il décroche également la médaille d'or par équipes.
Il remporte son premier succès sur route en 2014, en remportant le semi-marathon San Javier à Guadalajara.
Le 10 juillet 2016, il remporte son second titre de champion NACAC de course en montagne. Le 11 septembre, Israel Morales remporte la médaille d'argent aux championnats du monde de course en montagne à Sapareva Banya. Avec Norberto Abad quinzième, Juan Carlos 23e et Said Díaz 29e, le Mexique décroche la médaille de bronze au classement par équipes.
Il remporte son troisième titre de champion NACAC de course en montagne le 24 septembre 2017, à Golden en menant la course, talonné par les Américains Mike Popejoy et Josh Eberly.
Le 2 décembre, il termine troisième du grand marathon du Pacifique à Mazatlán en établissant son record personnel en 2 h 22 min 22 s.
En août 2019, il termine deuxième de Thyon-Dixence derrière Petro Mamu puis quatrième de Sierre-Zinal derrière le trio Jornet-Mamu-Walmsley. À la suite d'une chute deux jours auparavant qui lui a causé des douleurs au genou, Juan Carlos hésite à s'aligner aux championnats NACAC de course en montagne le 20 octobre à Tepatitlán. Il prend tout de même le départ et court sur un rythme modéré pour éviter de se blesser. Il termine quatrième et permet au Mexique de remporter la médaille d'or au classement par équipes.

## Palmarès
| Année | Compétition                              | Lieu                | Place | Épreuve       | Temps           |
| ----- | ---------------------------------------- | ------------------- | ----- | ------------- | --------------- |
| 2010  | Semi-marathon de Guadalajara             | Guadalajara         | 2e    | Semi-marathon | 1 h 5 min 31 s  |
| 2012  | Grand marathon du Pacifique              | Mazatlán            | 2e    | Semi-marathon | 1 h 5 min 29 s  |
| 2013  | Semi-marathon de Zapopan                 | Zapopan             | 2e    | Semi-marathon | 1 h 6 min 9 s   |
| 2014  | Semi-marathon de Guadalajara             | Guadalajara         | 2e    | Semi-marathon | 1 h 5 min 25 s  |
| 2014  | Semi-marathon San Javier                 | Guadalajara         | 1er   | Semi-marathon | 1 h 6 min 4 s   |
| 2014  | Semi-marathon de Zapopan                 | Zapopan             | 3e    | Semi-marathon | 1 h 5 min 44 s  |
| 2014  | Correcaminos                             | San José            | 1er   | Semi-marathon | 1 h 5 min 45 s  |
| 2014  | Marathon de Guadalajara                  | Guadalajara         | 4e    | Marathon      | 2 h 24 min 53 s |
| 2015  | Semi-marathon Puerto de Veracruz         | Boca del Río        | 1er   | Semi-marathon | 1 h 4 min 57 s  |
| 2015  | Marathon de Guadalajara                  | Guadalajara         | 4e    | Marathon      | 2 h 25 min 55 s |
| 2017  | Semi-marathon de Culiacán                | Culiacán            | 3e    | Semi-marathon | 1 h 5 min 58 s  |
| 2017  | Marathon de Guadalajara                  | Guadalajara         | 3e    | Marathon      | 2 h 25 min 18 s |
| 2018  | Grand marathon du Pacifique              | Mazatlán            | 3e    | Marathon      | 2 h 22 min 22 s |
| 2019  | Championnats du Mexique de cross-country | Asunción Nochixtlán | 1er   | Cross-country | 37 min 46 s     |

### Course en montagne
| no  | masculin          | Course                                        | Longueur | Départ            | Temps           |
| --- | ----------------- | --------------------------------------------- | -------- | ----------------- | --------------- |
| 2e  | Médaille d'argent | Championnats NACAC de course en montagne      | 13,8 km  | 25 juin 2006      | 1 h 21 min 50 s |
| 1re | Médaille d'or     | Championnats NACAC de course en montagne      | 9,1 km   | 5 juillet 2008    | 41 min 17 s     |
| 6e  | 6e                | Championnats du monde de course en montagne   | 13,56 km | 8 septembre 2013  | 55 min 51 s     |
| 1re | Médaille d'or     | Championnats NACAC de course en montagne      | 9,0 km   | 10 juillet 2016   | 41 min 15 s     |
| 1re | Médaille d'or     | Championnats du Mexique de course en montagne | 11,6 km  | 24 juillet 2016   | 47 min 52 s     |
| 1re | Médaille d'or     | Championnats du Mexique de course en montagne | 12,5 km  | 4 juin 2017       | 52 min 12 s     |
| 1re | Médaille d'or     | Championnats NACAC de course en montagne      | 10,5 km  | 24 septembre 2017 | 35 min 18 s     |
| 2e  | Médaille d'argent | Trail de la Mixteca Oaxaqueña                 | 30 km    | 24 juin 2018      | 2 h 46 min 55 s |
| 1re | Médaille d'or     | Championnats du Mexique de course en montagne | 10,2 km  | 22 juillet 2018   | 57 min 5 s      |
| 2e  | Médaille d'argent | Thyon-Dixence                                 | 16,35 km | 5 août 2018       | 1 h 13 min 47 s |
| 5e  | 5e                | Sierre-Zinal                                  | 31 km    | 12 août 2018      | 2 h 36 min 22 s |
| 10e | 10e               | Championnats du monde de course en montagne   | 12 km    | 16 septembre 2018 | 1 h 0 min 2 s   |
| 2e  | Médaille d'argent | Thyon-Dixence                                 | 16,35 km | 4 août 2019       | 1 h 10 min 51 s |
| 4e  | 4e                | Sierre-Zinal                                  | 31 km    | 11 août 2019      | 2 h 32 min 52 s |
| 2e  | Médaille d'argent | Ultra-Trail De Mexico - Ultra Light 50K       | 50,7 km  | 11 août 2019      | 5 h 2 min 4 s   |

## Records
| Épreuve       | Performance     | Date              | Lieu              |
| ------------- | --------------- | ----------------- | ----------------- |
| 1 500 mètres  | 3 min 48 s 55   | 21 mai 2010       | San José del Cabo |
| 3 000 mètres  | 8 min 38 s 80   | 14 juillet 2005   | Marrakech         |
| 5 000 mètres  | 14 min 14 s 48  | 22 mai 2010       | San José del Cabo |
| 10 000 mètres | 29 min 55 s 51  | 31 août 2014      | Xalapa            |
| 5 kilomètres  | 14 min 3 s      | 1er décembre 2012 | Mazatlán          |
| 10 kilomètres | 29 min 49 s     | 10 avril 2011     | Guadalajara       |
| Semi-marathon | 1 h 4 min 57 s  | 18 janvier 2015   | Boca del Río      |
| Marathon      | 2 h 19 min 45 s | 12 décembre 2021  | Guadalajara       |